# カーズ (バンド)
カーズ（The Cars）は、アメリカ合衆国マサチューセッツ州ボストン出身のニュー・ウェイヴのロック・バンドである。

## キャリア
長年共に活動を行ってきたリズムギターとボーカルのリック・オケイセックと、ベースとボーカルのベンジャミン・オールを中核に1976年に結成され、1978年にメジャー・デビューした。バンド名は「全員、車好きだから」という理由から名付けられている。
バンドが持ちこんだ「燃える欲望（Just What I Needed）」のデモテープを気に入った地元FM局の人気DJが、自分の番組で繰り返しかけたところ、リクエストが殺到した。これがレコード会社の注目を集め、このデビュー・シングルはヒットとなった。
アルバム『錯乱のドライヴ/カーズ登場』（6xプラチナディスク獲得）、『キャンディ・オーに捧ぐ』（全米アルバムチャート最高3位）、グラミー賞新人賞にノミネートされるなど、デビュー作から立て続けにヒットを続け、その地位を確立していった。最初の2枚のアルバムはロック色が強かったが、3枚目では実験音楽的要素が強まり、4枚目・5枚目ではポップ色が強まっていっており、その音楽のタイプはアルバム毎にどんどん変化していった。MTVが開局してからは、ユニークなミュージックビデオが評判を呼び、次々大ヒットが生まれた。5枚目のアルバム『ハートビート・シティ』（全米アルバムチャート最高3位）からは、4曲のヒットがチャートを賑わせた。中でも1984年のシングル「ユー・マイト・シンク（You Might Think）」は、多くのライバルを押しのけ第1回MTVアウォードを受賞した。カーズの最大のヒットとなった「ドライヴ（Drive）」は、1985年のライヴエイドのテーマ曲としても選ばれ、この曲にあわせてエチオピア飢餓の映像のビデオが、デヴィッド・ボウイの司会で世界に流されるなど、注目も集めた。しかし、アメリカではかなりのヒット曲があるにもかかわらず、日本での人気は低い。
作詞・作曲は全般的にリック・オケイセックが担当しているが、作曲の一部やジャケットデザインなどは他のメンバーが担当している。アートワークの良さも評価されている。リードボーカルは、オケイセックとベンジャミン・オールの2人が曲により分けあっている。
1988年2月、カーズは記者会見や解散理由の説明もなくグループを「すでに解散」していることを確認した。最後にリリースされたアルバム『ドア・トゥ・ドア』の音楽の方向性があまりにも多様化しすぎ、ファンが戸惑っていた。それまでのアルバムの売り上げに比べてセールスが伸びず（アメリカビルボードアルバムチャート最高26位）、それに伴いツアーの観客動員数も減ってきたことにショックを受けた事が原因と言う説もあるが定かではない。メンバーはその後、ソロ活動などで活躍。2000年に「ベンジャミン・オールが癌で死亡」したため、完全な形での再結成は不可能となった。
2005年、オリジナル・メンバーのエリオット・イーストン（ギター）、グレッグ・ホークス（キーボード）が再結成を拒否したリック・オケイセックと、ベンジャミン・オールの代わりのボーカルとしてトッド・ラングレンを迎えて「ニュー・カーズ」を結成。カーズのヒット曲を中心に、トッド・ラングレンの旧ヒット曲やオリジナルの新作も少し加えてライブ活動を行っている。2010年、オリジナル・メンバーのリック・オケイセック、エリオット・イーストン、グレッグ・ホークス、デヴィッド・ロビンソンにより活動再開。10月13日には新曲「Blue Tip」の一部がFacebookにて公開された。ビルボード誌によると新しいアルバムが、ニューヨークのMillbrook Sound Studioで録音されている。2011年5月11日には24年ぶりとなる7作目のオリジナル・アルバム『ムーヴ・ライク・ディス』をリリース。
リック・オケイセックは、2019年に心臓病のため死去している。

## メンバー
- リック・オケイセック（Ric Ocasek、1944年3月23日 - 2019年9月15日） - ボーカル、リズムギター

解散後は、ソロ活動の他、ウィーザーのプロデューサーとしても手腕を発揮している。3番目の妻は「ドライヴ」のプロモーションビデオに出演していた元スーパーモデルのポーリーナ・ポリスコワ（Paulina Porizkova）。元妻の子供を含め6人の子供の父親でもある。2019年9月15日、心臓病のため死去。
- ベンジャミン・オール（Benjamin Orr、1947年8月9日 - 2000年10月3日） - ボーカル、ベース

カーズの代表曲「燃える欲望」「ドライヴ」などでリードボーカルを担当している。2000年10月3日、すい臓がんのため死去。
- エリオット・イーストン（Elliot Easton、1953年12月18日生） - ギター
- グレッグ・ホークス（Greg Hawkes、1952年10月22日生） - キーボード
- デヴィッド・ロビンソン（David Robinson、1953年4月2日生 ※1949年生まれの説も有り） - ドラム

## ディスコグラフィ

### スタジオ・アルバム
- 『錯乱のドライヴ/カーズ登場』 - The Cars (1978年、Elektra)
- 『キャンディ・オーに捧ぐ』 - Candy-O (1979年、Elektra)
- 『パノラマ』 - Panorama (1980年、Elektra)
- 『シェイク・イット・アップ』 - Shake It Up (1981年、Elektra)
- 『ハートビート・シティ』 - Heartbeat City (1984年、Elektra)
- 『ドア・トゥ・ドア』 - Door To Door (1987年、Elektra)
- 『ムーヴ・ライク・ディス』 - Move Like This (2011年、Hear Music)

### コンピレーション・アルバム
- 『カーズ・グレイテスト・ヒッツ』 - Greatest Hits (1985年、Elektra)
- 『アンソロジー』 - Just What I Needed: The Cars Anthology (1995年、Elektra)
- Shake It Up & Other Hits (2001年、Elektra/Rhino)
- 『ヴェリー・ベスト・オブ・カーズ』 - Complete Greatest Hits (2002年、Elektra/Rhino) ※『The Definitive』のタイトルで再発あり
- The Essentials (2005年、WEA International)
- Classic Tracks (2008年、Elektra/Rhino)
- Greatest Hits & More (2008年、Timeless Media Group)
- 『ムーヴィング・イン・ステレオ : ベスト・オブ・カーズ』 - Moving in Stereo: The Best of The Cars (2016年、Rhino)

### シングル
- 「燃える欲望」 - "Just What I Needed" (1978年)
- 「ベスト・フレンズ・ガール」 - "My Best Friend's Girl" (1978年)
- "Good Times Roll" (1979年)
- 「レッツ・ゴー」 - "Let's Go" (1979年)
- 「オール・アイ・キャン・ドゥ」 - "It's All I Can Do" (1979年)
- 「ダブル・ライフ」 - "Double Life" (1979年)
- 「タッチ・アンド・ゴー」 - "Touch and Go" (1980年)
- "Don't Tell Me No" (1980年)
- "Gimme Some Slack" (1981年)
- 「シェイク・イット・アップ」 - "Shake It Up" (1981年)
- "Cruiser" (1981年)
- 「シンス・ユーアー・ゴーン」 - "Since You're Gone" (1982年)
- "Victim of Love" (1982年)
- "Think It Over" (1982年)
- 「ユー・マイト・シンク」 - "You Might Think" (1984年)
- 「マジック」 - "Magic" (1984年)
- 「ドライヴ」 - "Drive" (1984年)
- "Hello Again" (1984年)
- "Why Can't I Have You" (1985年)
- "Heartbeat City" (1985年)
- 「トゥナイト・シー・カムズ」 - "Tonight She Comes" (1985年)
- "I'm Not the One" (remix) (1986年)
- 「ユー・アー・ザ・ガール」 - "You Are the Girl" (1987年)
- 「ストラップ・ミー・イン」 - "Strap Me In" (1987年)
- "Coming Up You" (1988年)
- "Sad Song" (2011年)